# Mario Lavista
Mario Lavista (født 3. april 1943 i Mexico City, død 4. november 2021) var en mexicansk komponist, professor, lærer og forfatter.
Lavista studerede komposition på National Conservatory i Mexico City hos Carlos Chavez og Héctor Quintanar. Han studerede i Paris på Scholar Cantorum og privat hos bl.a. Nadia Boulanger og Karlheinz Stockhausen.
Lavista skrev 3 symfonier, orkesterværker, kammermusik, vokalstykker, filmmusik og scenemusik.
Han underviste i komposition og musikanalyse på National Conservatory i Mexico City, var gæsteprofessor i komposition på mange forskellige konservatorier i USA.

## Udvalgte værker
- Symfoni nr. 1 "Modal" (1963) - for orkester
- Symfoni nr. 2 (1996) - for strygekvartet
- Symfoni nr. 3 (2000) - for orkester
- Cellokoncert (19?) - for cello og orkester
- Clepsydra (1990-1991) - for orkester
- Antifonia (1974) - for fløjte, 2 fagoter og 2 slagtøjsspillere